# Phytocoris lycii
Phytocoris lycii är en insektsart som beskrevs av Stonedahl 1988. Phytocoris lycii ingår i släktet Phytocoris och familjen ängsskinnbaggar. Inga underarter finns listade i Catalogue of Life.